# Треглава
45°41′ пн. ш. 17°14′ сх. д. / 45.68° пн. ш. 17.24° сх. д.
Треглава (хорв. Treglava) — населений пункт у Хорватії, в Б'єловарсько-Білогорській жупанії у складі міста Грубишно-Полє.

## Населення
Населення за даними перепису 2011 року становило 103 осіб.
Динаміка чисельності населення поселення: